# Iván Páshchenko
Iván Vasílievich Páshchenko (en ruso: Иван Васильевич Пащенко, *15 de febrero de 1922 - 16 de octubre de 2014) es un expiloto de asalto soviético que participó en los combates de la Gran Guerra Patria. Se retiró con el grado de coronel. Es Héroe de la Unión Soviética.

## Biografía
Nació el 15 de febrero de 1922 en Gusárovskoye, en el por entonces otdel de Armavir del óblast de Kubán-Mar Negro en una familia campesina cosaca del Kubán.
Estudió dos años en la sección de construcción de la Academia de Aviación de Taganrog. Se ocupa paralelamente en el club de aviación, donde tiene su primer vuelo el 12 de abril de 1940 en un Po-2, año en el que ingresa en el Ejército Soviético. Finaliza su aprendizaje como piloto en la Escuela de Pilotos de Aviación Militar Mijáilovski del Distrito Militar de Kiev en 1941 y en la Escuela de Pilotos de Aviación Militar de Krasnodar en 1944.
Desde julio de 1944 combate en el frente de la Gran Guerra Patria con un IL-2. Participa en la 2.ª Ofensiva Jassy-Kishinev, el Sitio de Budapest, la Ofensiva del Lago Balatón y la Ofensiva de Viena. Colaboró en la liberación de Moldavia, Rumanía, Bulgaria, Yugoslavia y Austria. Fue nombrado jefe del 707.º regimiento aéreo de la 189.ª División Aérea de Asalto del 3.º Frente Ucraniano. Hasta mayo de 1945 realizó 130 misiones (100 exitosas), derribando dos aviones (Messerschmitt Bf 109 y Focke-Wulf Fw 190). El 18 de agosto de 1945 fue condecorado como Héroe de la Unión Soviética por su ejecución ejemplar de las misiones de combate.
Tras la guerra ha continuado su servicio en las fuerzas aéreas, volando en los aviones MiG-15 y MiG-17. En 1950 superó la instrucción táctica del cuerpo de oficiales y en 1955 se graduó en la Academia de las Fuerzas Aéreas. Sirvió en Taganrog, Odesa, los países bálticos, la RDA y Tiraspol.
Pasó a la reserva en 1973 con el rango del coronel. Durante la Perestroika participó en el renacimiento de la hueste de cosacos del mar Negro, por lo que fue escogido primer atamán en 1990. Durante el conflicto en Transnistria, dirigió la creación de subdivisiones de cosacos para la conservación de la integridad territorial de Transnistria y en defensa de los nacionalistas. Por su posición activa fue condecorado con la Medalla «Por la defensa de Transnistria». Debido a la inestabilidad se mudó a Novouralsk con su hija mayor en 1996. En octubre de 2009 la familia se ha trasladado a Yaroslavl. Es casado, con dos hijas, tres nietos y un biznieto.

## Condecoraciones y homenajes
- Héroe de la Unión Soviética (18 de agosto de 1945)
- Orden de Lenin
- Tres Órdenes de la Bandera Roja
- Orden de la Guerra Patria de 1.ª y 2.ª clase.
- Dos Órdenes de la Estrella Roja
- 28 medallas.[1]

La escuela n.º 6 de Blagodárnoye donde estudió lleva su nombre. En Odesa su nombre se halla en un obelisco en homenaje a los ases de la aviación de la Unión Soviética.